# Penthea solida
Penthea solida là một loài bọ cánh cứng trong họ Cerambycidae.